# An Khê (phường)
An Khê là một phường thuộc thành phố Đà Nẵng, Việt Nam.
Từ ngày 1 tháng 7 năm 2025, phường An Khê mới được thành lập trên cơ sở sáp nhập 3 Phường Hòa An (phường), Hòa Phát (phường) và phường An Khê.

## Địa lý
Phường An Khê có diện tích 12.36 km², dân số 93,625 người, mật độ dân số khoảng 7,575 người/km².
Phường giáp với:
- Phường Thanh Khê (phân cách bởi đường Điện Biên Phủ & đường Huỳnh Ngọc Huệ)
- Phường Cẩm Lệ
- Phường Hòa Khánh (phân cách bởi cầu vượt Ngã 3 Huế)
- Phường Hòa Cường (phân cách bởi Sân bay quốc tế Đà Nẵng
- Phường Cẩm Lệ
- Xã Bà Nà (chia cách bởi núi Phước Tường)

## Lịch sử
Năm 2005, phường An Khê (cũ) được điều chỉnh địa giới như sau: 19,20 ha diện tích tự nhiên và 2.815 người của phường An Khê (cũ) được chuyển về phường Thanh Lộc Đán; 32 ha diện tích tự nhiên và 5.742 người của phường Thanh Lộc Đán được chuyển về phường An Khê (cũ); thành lập phường An Khê (mới) và phường Hòa Khê (trên cơ sở 161,80 ha diện tích tự nhiên và 14.454 người của phường An Khê (cũ)).
Ngày 12 tháng 6 Năm 2025, Quốc hội ban hành nghị quyết sắp xếp các đơn vị hành chính. Trên cơ sở đó, sáp nhập 3 phường gồm: Phường An Khê (Q. Thanh Khê), Phường Hòa An, Phường Hòa Phát (thuộc Q. Cẩm Lệ) thành phường mới có tên gọi là Phường An Khê.
Việc sáp nhập này nằm trong kế hoạch sắp xếp lại đơn vị hành chính cấp xã của thành phố Đà Nẵng.
Ngày 1 tháng 7 năm 2025, nghị quyết chính thức có hiệu lực Phường An Khê được thành lập.